# ランナウェイ!サウンドレポート
ランナウェイ!サウンドレポートは、1980年4月7日から1983年4月29日まで、ニッポン放送で放送されていたラジオ番組。
パイオニア（ホームAV機器事業部。現・オンキヨーホームエンターテイメント）の一社提供番組。

## パーソナリティ
- くり万太郎 （1980年4月7日 - 1981年10月30日）
- 塚たんくろう（塚越孝） （1981年11月2日 - 1983年4月29日）
- 河合奈保子 （1981年4月6日 - 1982年4月30日）
- 柏原芳恵 （1982年5月3日 - 1983年4月29日）

## タイトルの変遷
- ランナウェイ!サウンドレポート （1980年4月7日 - 1981年4月）
- くり万・奈保子のランナウェイ!サウンドレポート （1981年4月6日 - 1981年10月30日）
- 塚越・奈保子のランナウェイ!サウンドレポート （1981年11月2日 - 1981年12月）
- 塚たん・奈保子のランナウェイ!サウンドレポート （1982年1月 - 1982年4月30日）
  - 塚越孝がマイクネーム「塚たんくろう」として出演開始したため変更。
- 塚たん・よしえのランナウェイ!サウンドレポート （1982年5月3日 - 1982年9月）
- 塚たん・芳恵のランナウェイ!サウンドレポート （1982年10月 - 1983年4月29日）
  - 柏原が「よしえ」から「芳恵」に芸名表記を変更したため。

## 概要
リスナーから送られたカセットテープに録音された音源の紹介を主体としていた番組。番組タイトルの『ランナウェイ』は、当時パイオニアより発売されていたラジカセの商品名に因む。自分で演技やギャグ、コントをしたり、DJ番組を製作したり、または自分の周りにある変わった音など、面白いことを録音した様々な音源が紹介されていた。紹介されて放送されたテープの送り主には、番組特製の「サウンドパルトレーナー」が贈られていた。また、毎月最終金曜日には紹介されたテープ音源の中から月間グランプリが選ばれた。グランプリに選ばれたテープは再放送され、その送り主には賞品としてパイオニア製のラジカセがプレゼントされた。
パーソナリティは当時のニッポン放送の夜ワイド番組と連動する形であり、最初は『大入りダイヤルまだ宵の口』のメインパーソナリティだったくり万太郎が出演。夜ワイド番組が『宵の口』から『くるくるダイヤル ザ・ゴリラ』に代わると共に、本番組のパーソナリティも『ザ・ゴリラ』メインパーソナリティの塚越孝（当時はまだ「つかちゃん」の愛称が無く、「塚たんくろう」というマイクネームで出演）に代わった。1981年4月からはこれに河合奈保子→柏原よしえ（芳恵）とアイドルパーソナリティが加わった。
くり万太郎がパーソナリティだった当時は、自分が聴いてみたい音のリクエストを送って採用されると、それを聴かせてくれる『サウンドリクエスト』のコーナーがあった。
『ザ・ゴリラ』が打ち切られ夜ワイド番組が『ヤングパラダイス』に代わる際に、打ち切りの経緯から箱番組を大幅に削減する事となり、本番組がその整理対象になったため1983年4月に『ザ・ゴリラ』と共に終了（両番組の項も参照）。パイオニア提供でカセットテープの投稿を主体としたスタイルの番組は翌5月に夜ワイドから独立し、同じく『ザ・ゴリラ』から独立した『日立ミュージックイン』『コッキーポップ』と共に24時台に編成される『武田久美子 パイオニア・サウンド・ハイスクール』（平日24:30 - 24:40）に継承された。

## 放送時間・ネット局
- ニッポン放送（制作局）：月曜日 - 金曜日 23:17 - 23:27頃
  - （夜ワイド番組『大入りダイヤルまだ宵の口』→『くるくるダイヤル ザ・ゴリラ』の内包番組）

以下、放送時間が変わっているものは前者が1980年4月当時、後者は1981年10月〜1983年当時。
- STVラジオ：月曜日 - 金曜日 22:20 - 22:30 → 22:40 - 22:50
- 東北放送：月曜日 - 金曜日 22:50 - 23:00 （1981年1月からネット）
- 東海ラジオ放送：月曜日 - 金曜日 22:20 - 22:30 → 22:40 - 22:50
- ラジオ大阪：月曜日 - 金曜日 23:10 - 23:20頃 → 23:23 - 23:33頃
  - （夜ワイド番組『JAM JAM OSAKA』→『OBCヤングラジオ』の内包番組）
- 九州朝日放送：月曜日 - 金曜日 23:00 - 23:10 → 22:50 - 23:00